# New Zealand Sports Hall of Fame
La New Zealand Sports Hall of Fame è un'organizzazione neozelandese senza scopo di lucro costituita nel 1990 allo scopo di celebrare le personalità che avessero reso illustre il Paese nel campo dello sport.
Fondata a Wellington in occasione del 150º anniversario dei primi insediamenti organizzati in Nuova Zelanda, fu inaugurata con l'immediata ammissione di 75 personalità dello sport nazionale.
Dal 1999 la sua sede è a Dunedin.

## Storia
Nel 1990 la Nuova Zelanda celebrò il centocinquantennale dei primi insediamenti stabili, risalenti al 1840.
In occasione di tali celebrazioni, fu fondata la New Zealand Sports Hall of Fame al fine di omaggiare le personalità che si fossero distinte nel campo sportivo e avessero accresciuto il prestigio del Paese all'estero; per l'inaugurazione fu deciso di ammettere 75 personalità di rilievo, una ogni due anni della storia della Nuova Zelanda fino ad allora.
Da allora fu stabilita una cadenza biennale di nuove ammissioni negli anni pari.
Fino al 1998 la sede, sostanzialmente un ufficio, fu a Wellington; in quell'anno la municipalità di Dunedin si offrì di mettere a disposizione i locali della stazione ferroviaria sita in Anzac Square, a seguito della parziale trasformazione d'uso dello stabile che non era più soltanto adibito ai trasporti pubblici; il 1º gennaio 1999 la Hall of Fame prese ufficialmente possesso dei locali, in cui fu costruita, oltre alla galleria delle celebrità, anche un museo sportivo di memorabilia, e il 1º luglio successivo aprì al pubblico.
Dal punto di vista giuridico la NZSHoF è una incorporated society ovvero, secondo il diritto privato neozelandese, un'entità i cui fondatori (almeno 15 per legge) mantengono separazione patrimoniale tra i propri beni e quelli del soggetto fondato.
Il museo espone sia donazioni che oggetti appartenuti agli sportivi ivi celebrati; tra i cimeli più singolari esposti figura, per esempio, la fascia tenuta al braccio da Colin Meads durante un incontro nel 1970 in cui giocò con l'arto fratturato, ma anche l'equipaggiamento degli sportivi autori di numerose imprese come quelle per esempio di Edmund Hillary, autore della prima ascensione del monte Everest, la cima più alta del mondo, nel 1953.

## Criteri d'ammissione
Di massima il prerequisito d'ammissione alla NZSHoF è che uno sportivo debba essere inattivo a livello internazionale da almeno cinque anni; chiunque può nominare una personalità dello sport, utilizzando un modulo scaricabile dal sito web della Hall of Fame, e segnalarla al comitato che è composto da tre ex sportivi già ammessi, tre figure dello sport e tre personalità del giornalismo.
Le ammissioni si tengono normalmente ogni due anni a partire dal 1990.
Tra i primi 75 ammessi nel 1990 figurano personalità di spicco del rugby come Brian Lochore, Ian Kirkpatrick, Wilson Whineray, dell'automobilismo come Bruce McLaren, del tennis come Anthony Wilding, il citato Edmund Hillary, i mezzofondisti Murray Halberg e Jack Lovelock, il pugile Bob Fitzsimmons (che, benché britannico, crebbe e si formò in Nuova Zelanda) e altri.